# Jerzy Stuhr
Jerzy Oskar Stuhr (født 18. april 1947 i Kraków, død 9. juli 2024) var en af de mest populære samt alsidige polske skuespillere. Han arbejdede også som manuskriptforfatter, filminstruktør og dramaprofessor. Han var ansat som rektor ved Ludwik Solski Academy for the Dramatic Arts i Kraków fra 1990 til 1996 og igen fra 2002 til 2008.

## Privatliv og karriere
Efter at have taget en grad i polsk litteratur ved Jagiellonian Universitetet (Jagielloński Uniwersytet) i 1970, brugte Stuhr de næste to år på at studere skuespil ved Ludwik Solski Academy for the Dramatic Arts i Kraków (Państwowa Wyższa Szkoła Teatralna im. Ludwika Solskiego ofte forkortet til PWST), hvor han blev professor.
Siden 1970 har Stuhr optrådt på polsk teater og i filmproduktioner. Han havde sin debut i rollen som Beelzebub i Adam Mickiewicz's Dziady, instrueret af Konrad Swinarski.
Efter at have mødt Krzysztof Kieślowski midt i 1970'erne, arbejdede han sammen med ham indtil Kieślowskis død i 1996. For det internationale publikum er Stuhr nok mest kendt for sin mindre rolle som frisøren Jurek med det skarpe vid i Kieślowskis Trzy kolory: Bialy (dansk: Tre farver: Hvid), hvori han spillede sammen med Julie Delpy, Janusz Gajos, og Zbigniew Zamachowski. I Polen er han sikkert mest kendt for rollen som Max i Juliusz Machulski's 1985 dystopiske kultkomedie Sexmissionen, og – blandt det yngste publikum – for at have lagt stemme til det talende æsel i den polske version af Shrek-trilogien. Andre anerkendte film inkluderer Kieślowskis "Arret" (Blizna, 1976), "Camera Buff" (Amator, 1979) og den tiende del af Decalogue serien (1988), Machulskis Kingsize (1987), Kiler (1997) og Kiler 2 (1999), og Zanussis Life for Life (1988).